# Microsoft Baseball 3D 1998 Edition
A Microsoft Baseball 3D 1998 Edition vagy egyszerűen Microsoft Baseball 3D baseball-videójáték, melyet a Microsoft és a WizBang! Software Productions fejlesztett és a Microsoft jelentetett meg. A játék 1998-ban jelent meg Microsoft Windowsra. A játék megosztott kritikai fogadtatásban részesült; a grafikáját dicsérték, azonban a számtalan szoftverhibáját és rosszul kalibrált nehézségi szintjeit már negatívumként emeltéki ki. A játék Microsoft Baseball 2000 és Microsoft Baseball 2001 címmel két folytatást is kapott.

## Játékmenet
A Microsoft Baseball 3D 1998 Edition az 1997-es Major League Baseball-szezon összes játékosát, csapatát és stadionját is tartalmazza. A szoftverben olyan játékosok szerepelnek, mint Ron Gant, Lance Johnson, Mickey Morandini, Sammy Sosa vagy Todd Stottlemyre. A játékban három játékmód van: mérkőzés, szezon és rájátszás. A játékban nem kapott helyet hazafutás-verseny vagy gyakorlómód. A játékban három nehézségi szint, három suhintástípus, illetve négy dobódobás van. A védőjátékot teljesen manuálisra vagy a mesterséges intelligencia által rásegített módokra is lehet állítani. A játékban egy vezérigazgató eszköz is szerepel, melyben a baseballjátékosok statisztikáját, köztük a súlyukat és a magasságukat lehet szerkeszteni.

## Fejlesztés és megjelenés
A játékot a Microsoft és a WizBang! Software Productions fejlesztette. A játék fejlesztése 1996 januárjában indult el és összesen 28 hónapot vett igénybe. A baseballjátékosok mozdulatait körülbelül 500 motion capture technikával felvett mozgással készítették el. A játék a fejlett grafikája miatt kizárólag 3D gyorsítókártyával futtatható. A játék az eredeti tervek szerint 1997 októberében jelent volna meg, azonban további fejlesztésen esett át, így végül 1998. július 1-jén került forgalomba. A játékot a Microsoft jelentette meg, kizárólag Windowsra. A játék többjátékos mód nélkül jelent meg, habár egy javítófolt fejlesztés alatt állt az internetes többjátékos mód támogatására.

## Fogadtatás
| Összegzőoldal | Értékelés |
| ------------- | --------- |
| GameRankings  | 71%       |

| Szerző                | Értékelés |
| --------------------- | --------- |
| CNET Gamecenter       | 7/10      |
| CGW                   | [ 2 ]     |
| GameRevolution        | C-        |
| GameSpot              | 7,4/10    |
| GameStar (DE)         | 73%       |
| PC Accelerator        | 3/10      |
| PC Gamer (US)         | 62%       |
| PC Games              | 58%       |
| CNN                   | C+        |
| Sports Gaming Network | 78/100    |

A GameRankings kritikaösszegző weboldal adatai szerint a Microsoft Baseball 3D 1998 Edition megosztott kritikai fogadtatásban részesült. A kritikusok dicsérték a grafikáját. Scott May a Computer Gaming World hasábjain dicsérte a baseballjátékosok animációját és a grafikát az addig megjelent számítógépes baseballjátékok legjobbjának kiáltotta ki.
A játékot kritizáltak a hangokat és grafikát érintő rengeteg szoftverhibájáért. A mesterséges intelligenciát is kritika érte, habár ezt a tervek szerint egy javítófoltban kijavították volna. A hosszú töltési idők is a kritika tárgyát képezték, míg a labdafizika megosztott fogadtatásban részesült. Michael E. Ryan a GameSpot weboldalán azt írta a játék hangjárol, hogy „Ahelyett, hogy kiegészítenek egymást és összeilleszkedve egy realisztikus mérkőzéshangulatot alkotnának, olyan mintha a különböző hangeffektek állandóan a figyelmedért harcolnának.” Dan Egger a PC Accelerator hasábjain hasonló kritikával illette a kiegyensúlyozatlan hanghatásokat.
Daniel Morris a CNN-nek írt elemzésében középszerűnek nyilvánította a játékmenetet, míg Rick Worrell a Sports Gaming Network weboldalán azt a játék legkevésbé megkapó oldalának nevezte. Egger a hazafutásverseny hiányát is kritizálta, míg több kritikus is negatívumként jelölte meg, hogy a szezonmódban nincs követve a baseballjátékosok statisztikája. A nehézségi szinteket is kritizálták, azokat vagy túl könnyűnek vagy túl nehéznek írták le. Tom Anderson a GameRevolution weboldalán kritizálta a rásegített védőjátékot, mivel az „ahelyett, hogy besegítene, a mesterséges intelligencia inkább átveszi az irányítást és teljesen egyedül a labda irányába mozgatja a játékost és megcsinálja helyetted az elkapást.” Ryan szerint jobb lenne, ha „a számítógép egyszerűen csak egy kis segítséget adna a védők helyes irányba való elindításával, majd visszaadná az irányítást neked”. A játék a mérkőzések  során egyfajta vizuális effektként alkalmanként gyorsan váltogatja a kameraállásokat, ezt egyes kritikusok zavarónak találták, szerintük ebből is adódik a játék magas nehézségi foka. Anderson szerint a dobó- és az ütőjátékok kezelőfelületét nehéz elsajátítani, valamint az irányítás is túl érzékeny.
Paul Rosano a Hartford Courant hasábjain azt írta, hogy a játék „néhány kellemes tulajdonsággal állt elő, azonban a legtöbb riválisához hasonlóan elég sok egyéb területen bukik meg, hogy ne lehessen feltétlen ajánlani.” May szerint a játék problémáit „nem lehet figyelmen kívül hagyni vagy lekicsinyleni, bár ha azt nézzük, akkor a jelentős erősségeit sem.” Anderson kizárólag a „legügyesebb gombnyomogatóknak” ajánlotta a játékot, habár megjegyezte, hogy egy későbbi kiadással érkező finomhangolással valamirevaló játékká válhat. Worrell a játékot egy „nemes, ámbátor hibás erőfeszítésnek” nevezte, megjegyezve, hogy „Nagyszerű játék lehetett volna. Sajnálatos módon tele van bizarr hibákkal és következetlenségekkel. […] a játék kijavításához minden javítófoltok anyjára lenne szükség. Ennek hiányában nem tudom megvételre ajánlani a játékot.”

## Fordítás
- Ez a szócikk részben vagy egészben  a   Microsoft Baseball 3D 1998 Edition című angol Wikipédia-szócikk ezen változatának fordításán alapul.  Az eredeti cikk szerkesztőit annak laptörténete sorolja fel. Ez a jelzés csupán a megfogalmazás eredetét és a szerzői jogokat jelzi, nem szolgál a cikkben szereplő információk forrásmegjelöléseként.